# آرمن خاندیکیان
آرمن ساموئلی خاندیکیان (ارمنی: Արմեն Սամվելի Խանդիկյան؛ زادهٔ ۱۸ سپتامبر ۱۹۴۶) کارگردان تئاتر اهل ارمنستان است. وی از سال میلادی تاکنون مشغول فعالیت بوده‌است.

## زندگی‌نامه
وی در ۱۸ سپتامبر ۱۹۴۶ ‏در بیروت به دنیا آمد و از آکادمی دولتی هنرهای زیبای ارمنستان فارغ‌التحصیل گشت. وی برنده جوایزی همچون مدال موسس خورناتسی (۱۹۹۷) هنرمند مردمی جمهوری ارمنستان (۲۰۰۵)، جایزه دولتی جمهوری ارمنستان (۲۰۱۱) چهره هنری شایسته ارمنستان شوروی (۱۹۹۰) است.